# Packeis

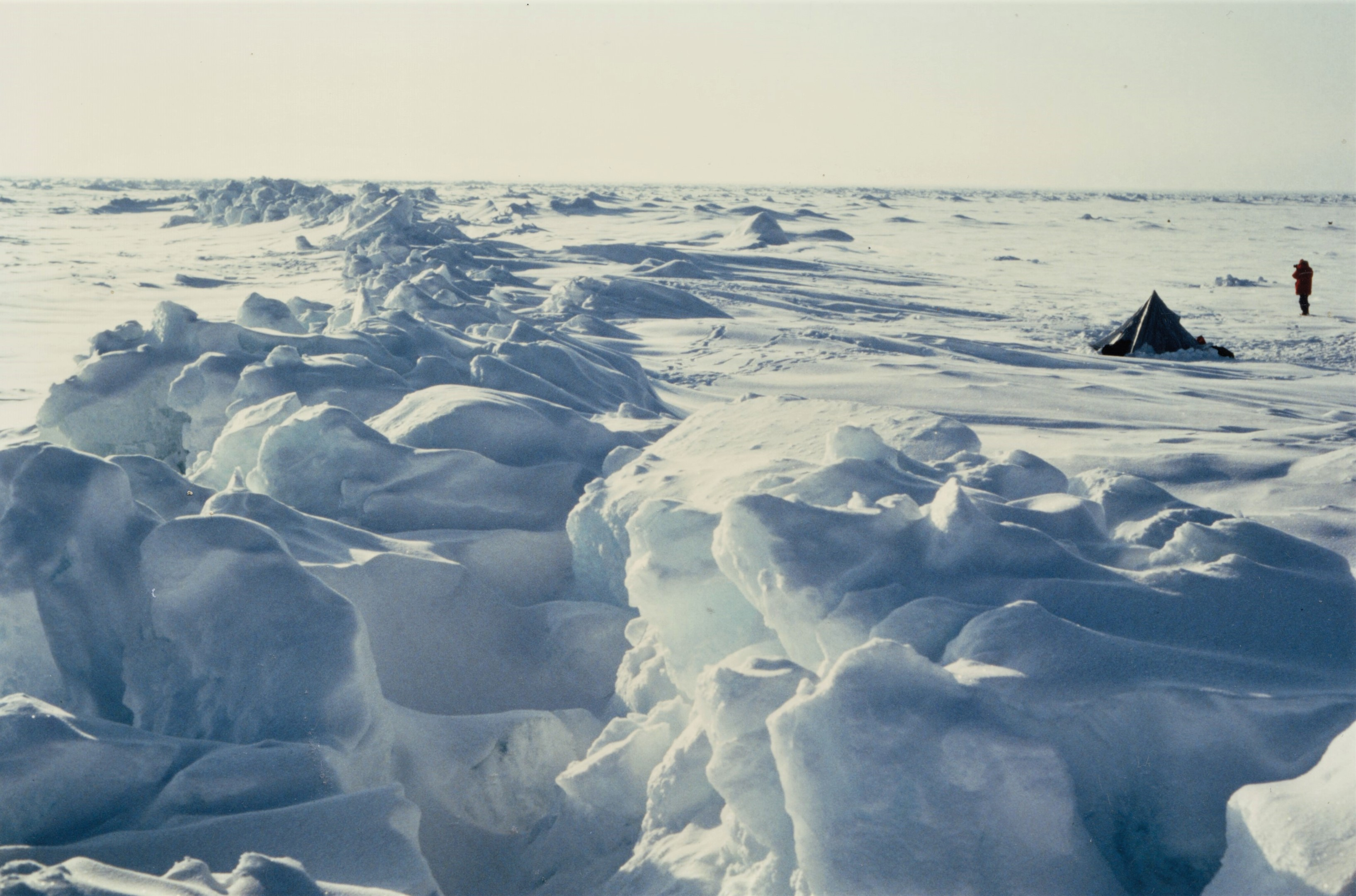
Packeis mit Presseis am Nordpol im April 1990 – die im Ebenen erbohrte Eisdicke betrug im Mittel 2,5 Meter.

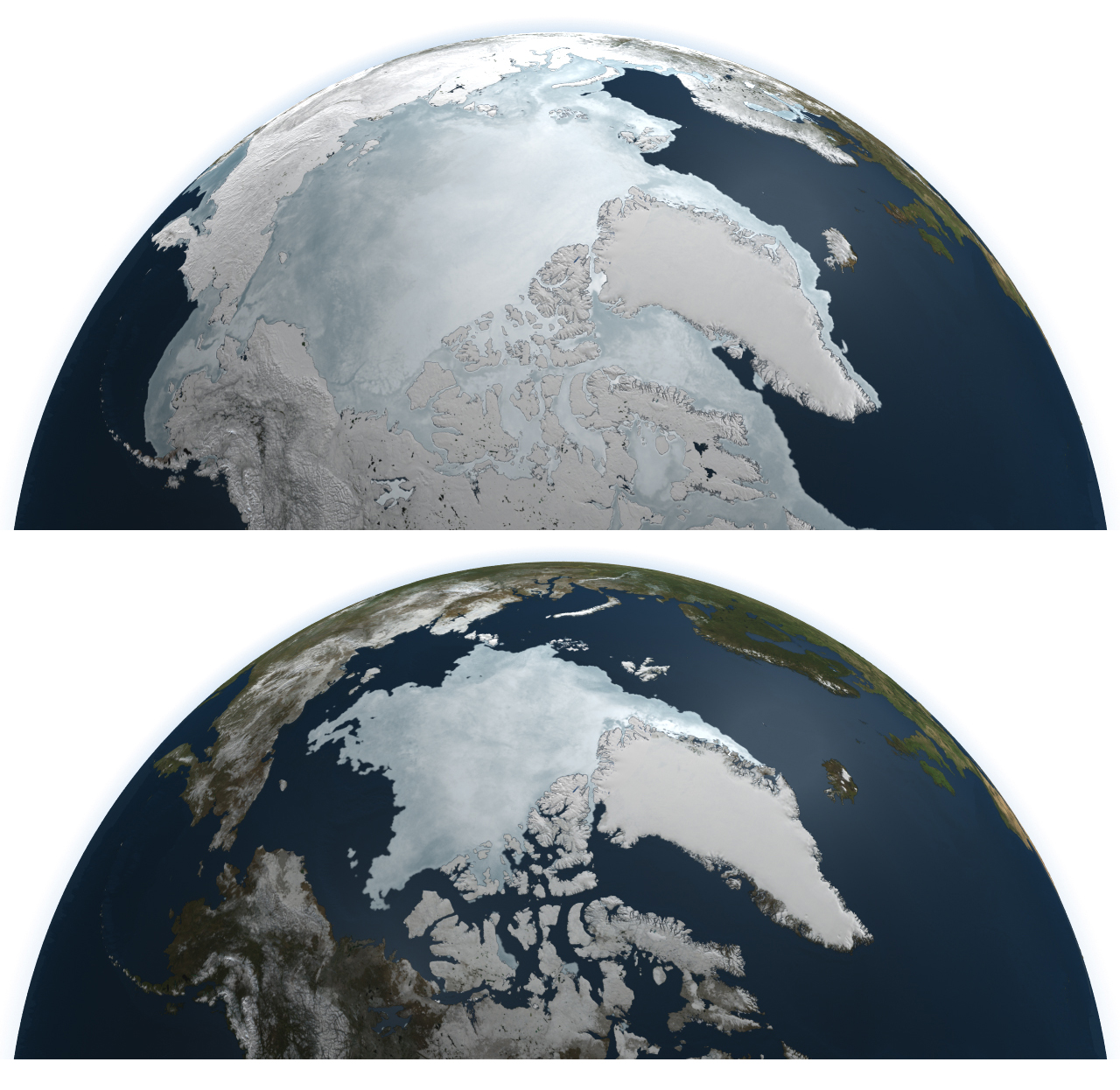
Ausdehnung des arktischen Meereises im Jahr 2011
– Maximum 7. März (oben)
– Minimum 9. September

Packeis ist vor dem Treibeis die am häufigsten vorkommende Art von Meereis und besteht aus dicht angeordneten Eisschollen, zwischen denen aber auch kleinere freie Wasserflächen vorkommen können (die von den größeren Polynjas zu unterscheiden sind). Bei einer Meeresbedeckung von 80–100 Prozent wird gewöhnlich von Packeis gesprochen, doch existiert keine exakte Definition. Das Eis ist dann so dicht, dass es für die Schifffahrt ein Hindernis darstellt und der arktischen Landfauna weite Wanderungen ermöglicht.
Der weiße Eispanzer der Packeisdecke kann über 3 Meter mächtig werden. Die polare Eiskappe der Arktis hat jedoch in den letzten Jahrzehnten infolge der Globalen Erwärmung sowohl an Dicke als auch an Fläche stark abgenommen. Die Eisdicke am geographischen Nordpol beträgt inzwischen meist weniger als 2,5 Meter.
Die Eisdrift bewirkt, dass Treibeis und auch die Packeisdecke durch Luft- und Meeresströmungen verschoben werden, im Unterschied zum Festeis an Küstenrändern und Schelfeisfronten. Durch unterschiedliche Meeresströmungen können sich Packeisschollen zu Presseishügeln auftürmen, die bis in mehrere Meter Tiefe reichen. Diese können die Schifffahrt stark behindern oder sogar unmöglich machen. Lockere Packeisfelder können aber mit Eisbrechern zerstört werden. Gegen die Gefahren des Einfrierens eines Schiffes werden Rinnen ins Eis geschlagen, sogenannte Wuhnen, damit das Schiff nicht vom Eis zerdrückt wird.
In der Arktis bedeckt das Packeis abhängig von der Jahreszeit etwa 3 bis 15 Millionen Quadratkilometer im Arktischen Ozean, den direkt angrenzenden Randmeeren des Atlantiks und des Pazifiks sowie dem Ochotskischen Meer, dem Sankt-Lorenz-Golf und der Ostsee. Die Packeisgrenze auf der Nordhalbkugel liegt etwa auf dem 80. Grad nördlicher Breite, ist jedoch sehr variabel. Im Frühjahr kann die Packeisgrenze lokal bis etwa auf den 50. Grad nördlicher Breite vorrücken.
Im südlichen Antarktischen Ozean kann Packeis südlich des 60. Grad südlicher Breite auftreten, wobei je nach Jahreszeit 1 bis 16 Millionen Quadratkilometer Meeresfläche bedeckt sein können.